# Aphiloscia verhoeffi
Aphiloscia verhoeffi är en kräftdjursart som beskrevs av Franco Ferrara och Stefano Taiti 1982. Aphiloscia verhoeffi ingår i släktet Aphiloscia och familjen Philosciidae. Inga underarter finns listade i Catalogue of Life.